# Ankylopteryx (Ankylopteryx) obliqua
Ankylopteryx (Ankylopteryx) obliqua is een insect uit de familie van de gaasvliegen (Chrysopidae), die tot de orde netvleugeligen (Neuroptera) behoort. 
Ankylopteryx (Ankylopteryx) obliqua is voor het eerst wetenschappelijk beschreven door Banks in 1924.